# Richard Herbst
Richard Herbst (* 9. Juli 1867 in Bahrendorf; † 14. April 1937 in Berlin) war ein deutscher Politiker (SPD, USPD).
Nach dem Besuch der Volksschule absolvierte Herbst in den Jahren 1881 bis 1885 eine Schlosserlehre. Um das Jahr 1885 trat er in die Sozialdemokratische Partei Deutschlands (SPD) ein. Während des Ersten Weltkriegs verließ er die SPD und wurde Mitglied der Unabhängigen Sozialdemokratischen Partei Deutschlands (USPD).
In der am 27. Februar 1918 vom Berliner Polizeipräsidenten Heinrich von Oppen angefertigten „Liste des Radikalismus im Landespolizeibezirk Berlin wohnhaft“ aufgeführten 50 führenden Sozialdemokraten war auch Richard Herbst aufgeführt.
Am 20. November 1919 zog Herbst im Nachrückverfahren für den verstorbenen Abgeordneten Hugo Haase in die Weimarer Nationalversammlung ein, in der er bis zum Zusammentritt des ersten Reichstags der Weimarer Republik im Juni 1920 den Wahlkreis 3 (Berlin) vertrat. Daneben war er Mitglied des Stadtrates von Bahrendorf.